# Movimento Democrático Social (Bolívia)
O Movimento Democrático Social (MDS), também conhecido como Democratas, é um partido político boliviano de centro-direita. Foi fundado em 2013 por Rubén Costas Aguilera, ex-governador do departamento de Santa Cruz. O partido abriga a ex-presidente da Bolívia Jeanine Áñez, que chegou ao poder por um curto período entre 2019 e 2020.

## História
Rubén Costas, ex-governador do departamento de Santa Cruz, anunciou a formação do partido em março de 2013. Vinte líderes, incluindo Costas, se reuniram para fundar o partido em abril de 2013. O lançamento foi realizado por Savina Cuéllar, ex-governadora do Departamento de Chuquisaca que em abril de 2013 estava em prisão domiciliar por ter sido acusada de participar de ataques na cidade de Sucre em 2008. O Supremo Tribunal Boliviano autorizou a fundação do partido em agosto de 2013.
- Wikinotícias